# Croisade d'Henri VI

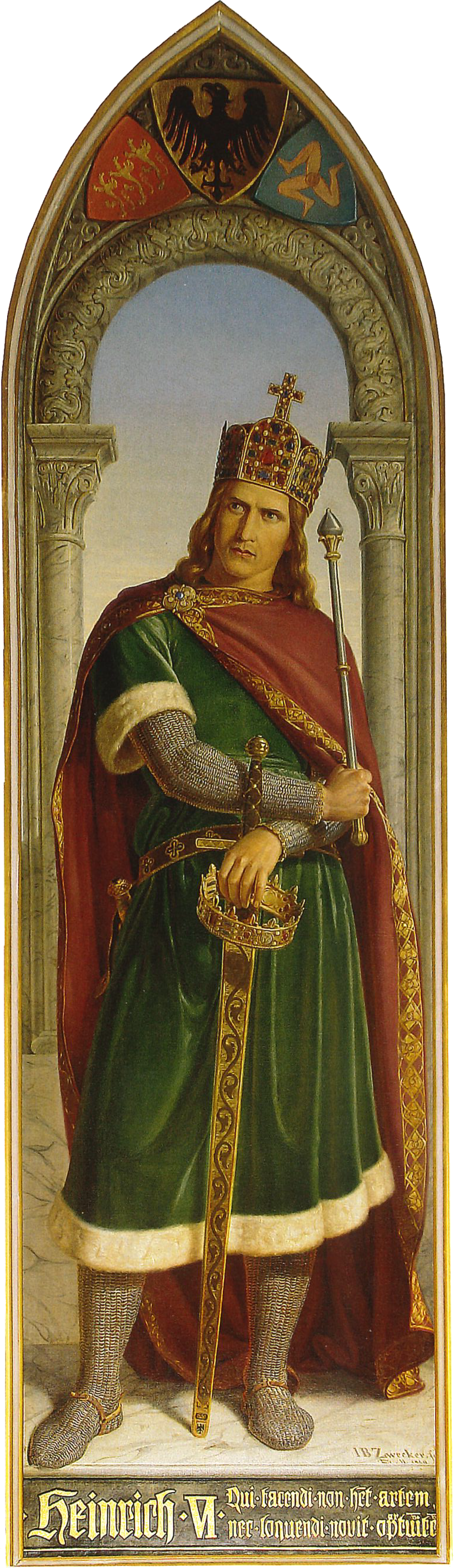
Henri VI par Johann Baptist Zwecker.

La croisade d'Henri VI en 1197-1198 (connue aussi comme croisade allemande) est une croisade engagée par l'empereur Henri VI en réaction à l'échec de son père  à la troisième croisade (1189-1190). Henri VI meurt peu de temps avant son départ de 1197 à Messine. Un conflit éclate alors à propos de sa succession, ce qui pousse les croisés à abandonner leur croisade. L'armée était déjà en route pour la  Palestine, où la bande côtière entre Tyr et Tripoli avec les villes de Sidon et de Beyrouth fut ramenée sous autorité chrétienne, avant de rentrer chez elle en 1198.

## Contexte
En 1187, Saladin a conquis Jérusalem et une grande partie des États croisés. Pour reconquérir ces terres, le roi de France Philippe-Auguste, le roi d'Angleterre Richard Cœur de Lion et l'empereur du Saint-Empire romain germanique, Frédéric Barberousse entreprennent la troisième croisade, mais Frédéric Barberousse se noie en Cilicie et son armée baisse les armes. La Terre Sainte reste largement aux mains des musulmans.
Au cours de la troisième croisade, Frédéric Barberousse avait laissé l'héritier du trône, Henri 24 ans, comme régent. Henri lui succède et il est couronné empereur en 1191. En capturant Richard Cœur de Lion, il fait du roi d'Angleterre son vassal. Dès 1189, le royaume de Sicile lui était revenu par le biais des droits successoraux de sa femme, qu'il a pu faire valoir militairement jusqu'en 1194. La reprise de Jérusalem pour les chrétiens devait également motiver le pape Célestin III à reconnaître les droits d'Henri sur la Sicile. Le Pape avait jusqu'ici refusé de le faire.
Henri espérait qu'une autre croisade réussirait tout en évitant les difficultés rencontrées par son père. En 1195, l'armistice conclu par Richard Cœur de Lion avec Saladin expirait, et il y avait aussi le fait que, depuis la mort du sultan Saladin en 1193, son frère menait une guerre civile contre ses fils pour la succession en tant que sultan, affaiblissant ainsi les Ayyoubides. Henri espérait aussi tirer profit de l'énorme enthousiasme et de l'élan de la troisième croisade dans son empire pour une autre croisade.
L'empereur Henri entendait également profiter de la situation précaire de Empire byzantin. Celui-ci était menacé du côté européen par les rebelles serbes, bulgares et valaques et a avait été envahi en partie par le sultan Roum-Seldjouk du côté asiatique. De plus, les batailles victorieuses de son père avaient considérablement affaibli Byzance économiquement. Henri avait blâmé l'empereur byzantin Isaac II Ange pour avoir trahi son père et l'avait accusé de nouer des liens étroits avec le roi Tancrède de Sicile qui avait usurpé le trône normand. Par conséquent, Henri n'a pas hésité à utiliser le chantage sur les Byzantins pour qu'ils aident au financement de sa croisade. Henri a d'abord exigé que l'empereur Isaac lui paye tribut. Cependant Isaac est renversé en avril 1195 par son frère Alexis III Ange. Celui doit payer un tribut annuel de seize quintaux d'or à Henri. Byzance introduit donc une taxe spéciale, la soi-disant Alamannikon, pour répondre à la demande. Le calife de Tunis et Tripoli est contraint d'accepter également de payer tribut en hommage à Henri.
À la diète de Gelnhausen en octobre 1195, l'empereur reçoit les ambassadeurs du nouveau souverain de Chypre, Amaury II de Lusignan, qui lui transmettent l'hommage d'Amaury et demandent à Henri de le couronner roi de Chypre. Le prince Léon II de la Petite Arménie fait une demande similaire peu de temps après. Henri accepte l'hommage et promet de procéder prochainement au couronnement.

## Appel à la croisade

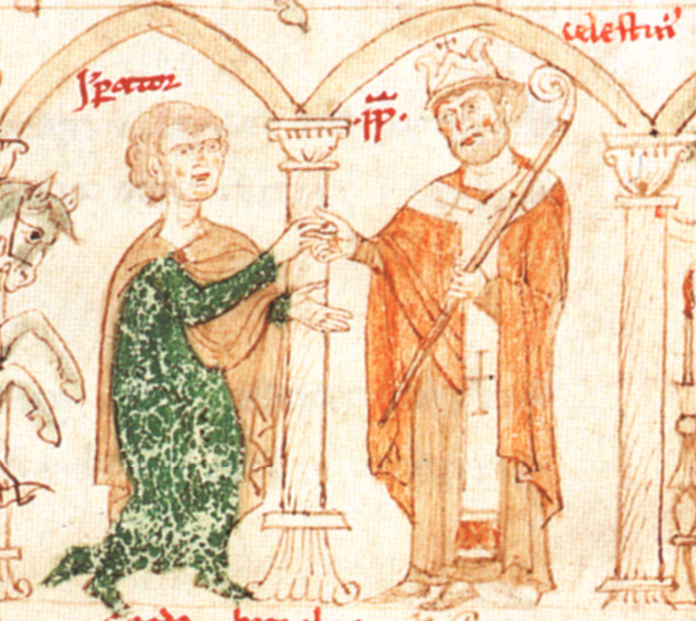
Henri VI et Célestin III.

Dans la semaine précédant Pâques 1195, Henri émet son vœu privé auprès de l'évêque Jean de Sutri pour entreprendre une nouvelle croisade. Il annonce ensuite officiellement à Pâques, à la diète impériale de Bari, qu'il va se croiser. À partir de l'été, Henri voyage à travers l'Allemagne pour promouvoir la participation à la croisade auprès de la noblesse allemande, puis il l'annonce au légat du pape; en août, le pape Célestin III appelle officiellement le clergé allemand à prêcher la nouvelle croisade. En décembre à la diète de Worms, Henri annonce le début de la croisade pour Noël 1196 et désigne son fils alors âgé d'un an Frédéric Comme successeur en tant que roi de Germanie.
Malgré la perte du contingent allemand lors de la troisième croisade, une énorme armée de croisés se rassemble bientôt, dont les archevêques de Mayence et de Brême, neuf évêques, cinq ducs et d'innombrables chevaliers. Cette armée croisée est la plus grande jamais organisée sous la bannière d'un seul prince. Le chroniqueur Arnaud de Lübeck évalue l'armée à soixante mille hommes, dont quatre cents croisés de Lübeck. Le contingent de mercenaires équipé par Henri comprend probablement environ six mille hommes, dont mille cinq cents chevaliers.
Au moment où l'armée de croisade se rassemble dans les ports du sud de l'Italie et de la Sicile, une conspiration est ourdie à grande échelle de la part de la noblesse sicilienne normande contre le nouveau régime impérial des Hohenstaufen. Henri, qui devait être assassiné, fait réprimer la révolte avec sévérité par ses troupes.

## Déroulement de la croisade
Alors que son armée s'embarque déjà pour la Palestine, Henri VI meurt le 28 septembre 1197 à l'âge de 31 ans à Messine, peut-être à cause de la dysenterie, mais peut-être aussi à la suite d'une tentative d'assassinat. La croisade prend alors un cours différent.
Depuis mars 1197, certaines parties de l'armée avaient progressivement mis le cap sur Saint-Jean-d'Acre. En août, le contingent de croisés de Saxe et de Rhénanie sous la direction du comte palatin Henri le Beau et de l'archevêque de Brême, Hartwig II d'Utlede, après avoir été rejoints aux escales par quelques chevaliers de  Norvège, d'Angleterre et du Portugal, atteint Messine avec quarante quatre navires. Ceux-ci s'unissent à la partie principale de l'armée des croisés, qui était encore dans le sud de l'Italie, et naviguent vers la Palestine sous le commandement du chancelier impérial Conrad de Querfurt et du maréchal Henri de Kalden. Ils atteignent Saint-Jean-d'Acre le 22 septembre 1197. Une partie de la flotte s'arrête à Chypre en route, où Conrad de Querfurt reçoit l'hommage d'Amaury II de Lusignan et le couronne roi de Chypre.

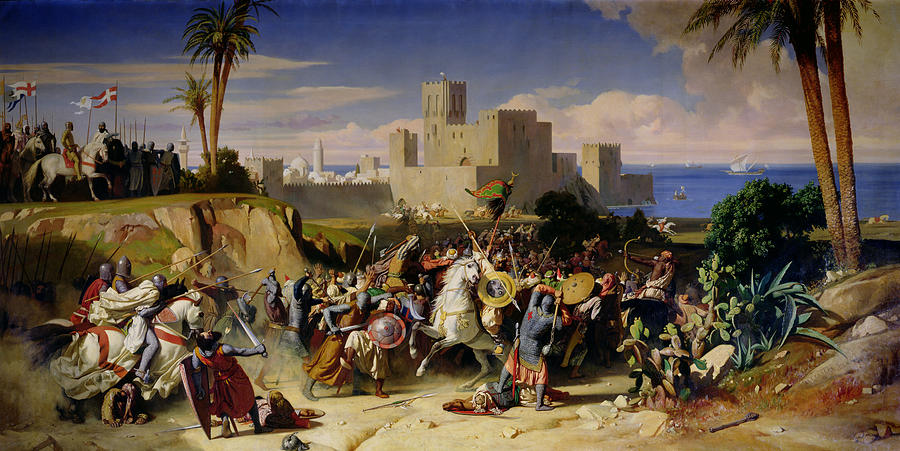
La Reconquête de Beyrouth en 1197 par Alexandre Hesse (1842).

Les croisés se rassemblent à Saint-Jean-d'Acre jusqu'au début de septembre 1197, où ils provoquent des troubles et le ressentiment des dirigeants français de la ville. Les princes allemands de l'armée des croisés rejettent rapidement Henri de Kalden comme chef et élisent Henri de Brabant à sa place. Ils installent sous son commandement un camp à Tyr et commencent une campagne pour chasser les pirates musulmans de Beyrouth et relier la côte syrienne entre Tyr et Tripoli. Ils occupent Sidon et atteignent Beyrouth le 24 octobre, qu'ils occupent également. Ils profitent de leur séjour à Beyrouth pour soutenir la candidature d'Amaury de Lusignan au trône du royaume de Jérusalem. Le couronnement ultérieur d'Amaury, vassal de l'empereur, en tant que roi de Jérusalem, renforce ainsi l'influence allemande en Terre Sainte. Les croisés allemands conquièrent Gibelet et rétablissent ainsi la liaison terrestre avec le comté de Tripoli. Ils avancent ensuite dans l'arrière-pays vers Damas, où ils assiègent le château de Toron à partir de novembre 1197. Les croisés avaient déjà reçu à Beyrouth de vagues rumeurs selon lesquelles l'empereur était mort; pendant le siège de Toron, la nouvelle de la mort de l'empereur est confirmée. Conrad de Querfurt perd donc sa position de chancelier de l'Empire à la suite de cette nouvelle, car sa charge était liée à la personne même de l'empereur, et à l'été 1198, la plupart des nobles croisés sont déjà repartis pour l'Europe afin de garantir et sécuriser leurs droits féodaux dans l'Empire vis-à-vis du successeur d'Henri.
Avant que les derniers croisés ne se retirent en juillet 1198, ils concluent une trêve de cinq ans avec le sultan ayyoubide al-Adel qui confirme leurs conquêtes aux croisés, c.-à-d. au royaume de Jérusalem. Les terres conquises sont données en fief aux nobles locaux par le roi Amaury: Beyrouth est donné comme fief à Jean Ier d'Ibelin. Le comté de Sidon revient à son ancien propriétaire, Renaud Granier. La seigneurie de Gibelet, dans le comté de Tripoli, est redonnée à Guy Ier Embriaco, dont le père en était déjà possesseur avant 1187.
Sur le chemin du retour en Allemagne, l'archevêque de Mayence, Conrad de Wittelsbach, couronne à Tarse au début de l'année 1198 le prince Léon II, comme premier roi de Petite Arménie.

## Conséquences de la croisade
La mort prématurée d'Henri a brusquement mis fin à ses plans ambitieux. L'affaiblissement supplémentaire de Byzance a contribué à ouvrir la voie à la conquête de Constantinople par la quatrième croisade en 1204.
La trêve de cinq ans avec les musulmans a été interrompue par des expéditions des deux côtés, mais a été prolongée de six ans en 1204 quand il est devenu clair que la quatrième croisade n'atteindrait pas la Palestine.
Depuis la croisade d'Henri VI, les chevaliers allemands se concentrèrent à nouveau sur la conquête des territoires païens de l'autre côté de l'Elbe, en Prusse et dans les pays baltes, qui avait commencé avec la croisade des Wendes en 1147.
Avec le soutien de nombreux participants à cette croisade, la société hospitalière fondée en 1190 au Siège de Saint-Jean-d'Acre fut transformée en Ordre teutonique en mars 1198.

## Source de la traduction
- (de) Cet article est partiellement ou en totalité issu de l’article de Wikipédia en allemand intitulé « Kreuzzug Heinrichs VI. » (voir la liste des auteurs).